# Sir Duke
Sir Duke ist ein von Stevie Wonder geschriebener Song aus seinem 1976 erschienen Album Songs in the Key of Life. Die Singleauskopplung erreichte 1977 die Spitze der US-Pop-Charts und die Top Ten in einigen europäischen Ländern.

## Entstehung und Veröffentlichung
Getextet, komponiert und produziert wurde das Lied von Stevie Wonder. Die Erstveröffentlichung von Sir Duke erfolgte am 27. September 1976 bei Motown als Teil von Wonders 18. Studioalbum Songs in the Key of Life. Am 22. März 1977 erschien das Lied als dritte Singleauskopplung aus dem Album. Diese erschien weltweit mit der B-Seite He’s Misstra Know It All. In Dänemark und dem Vereinigten Königreich erschien die Single mit der B-Seite Tuesday Heartbreak.

## Komposition
Das Stück hat ein Tempo von 104 bpm und steht in der Tonart H-Dur. Stilistisch ist es in die Soul-Musik einzuordnen, mit Anklängen an die zum Zeitpunkt der Entstehung des Liedes gerade populäre Discomusik. Ungewöhnlich und eher vom Jazz beeinflusst ist jedoch der häufige Einsatz chromatischer Harmonien. Ebenfalls vom Jazz inspiriert ist das markante, Bebop-artige Riff, das nach jedem Refrain von Bass und Bläsern unisono vorgetragen wird.

## Inhalt
Inhaltlich befasst sich das Lied mit Duke Ellington, einem Jazz-Musiker, der Wonders Stil beeinflusste. Ellington starb 1974; das Stück war eine Art Hommage von Stevie Wonder an den kürzlich verstorbenen Freund. Neben Ellington werden eine Reihe weiterer Jazz-Größen im Text erwähnt: „Satchmo“ (Louis Armstrong), Ella Fitzgerald, Glenn Miller und Count Basie.

## Mitwirkende
Die Künstler, die mit Stevie Wonder zusammen den Titel aufnahmen, waren Raymond Pounds (Drums), Nathan Watts (Bass), Mike Sembello (Leadgitarre), Ben Bridges (Rhythmusgitarre), Hank Redd (Altsaxophon), Raymond Maldonado und Steve Madaio (beide Trompete) sowie Trevor Laurence (Tenorsaxophon).

## Rezeption
Prince bezeichnete das Stück als einen von 55 Songs, die ihn musikalisch inspiriert haben.

## Kommerzieller Erfolg

### Chartplatzierungen
Sir Duke avancierte zum Nummer-eins-Hits in den US-amerikanischen Billboard Hot 100. Darüber hinaus erreichte es Top-10-Platzierungen im Vereinigten Königreich (Rang 2), der Schweiz (Rang 4), Norwegen (Rang 8) sowie Deutschland und Österreich (je Rang 10).
| ChartsChartplatzierungen       | Höchstplatzierung | Wochen/ Monate |
| ------------------------------ | ----------------- | -------------- |
| Deutschland (GfK)              | 10 (18 Wo.)       | 18 Wo.         |
| Österreich (Ö3)                | 10 (3 Mt.)        | 3 Mt.          |
| Schweiz (IFPI)                 | 4 (13 Wo.)        | 13 Wo.         |
| Vereinigte Staaten (Billboard) | 1 (17 Wo.)        | 17 Wo.         |
| Vereinigtes Königreich (OCC)   | 2 (9 Wo.)         | 9 Wo.          |

| ChartsJahrescharts (1977)      | Platzierung |
| ------------------------------ | ----------- |
| Vereinigte Staaten (Billboard) | 18          |

### Auszeichnungen für Musikverkäufe
| Land/Region                  | Auszeichnungen für Musikverkäufe (Land/Region, Auszeichnung, Verkäufe) | Verkäufe |
| ---------------------------- | ---------------------------------------------------------------------- | -------- |
| Dänemark (IFPI)              | Gold                                                                   | 45.000   |
| Kanada (MC)                  | Gold                                                                   | 75.000   |
| Neuseeland (RMNZ)            | Platin                                                                 | 30.000   |
| Vereinigtes Königreich (BPI) | Platin                                                                 | 600.000  |
| Insgesamt                    | 2× Gold · 2× Platin ·                                                  | 750.000  |

Hauptartikel: Stevie Wonder/Auszeichnungen für Musikverkäufe